# Marquesado de Crópani
El marquesado de Crópani es un título nobiliario español concedido por el rey Felipe IV a Pedro Rodríguez de Santisteban y Dávalos por Real decreto de 22 de julio de 1622.

## Historia
Un decreto de Felipe IV del 22 de julio de 1622 concedió a Pedro Rodríguez de Santisteban y Dávalos el título de marqués de Cropani, marquesado situado en tierras de la Corona de Sicilia (Italia) que pertenecían a la Corona Española.
Pedro fue sucedido por su hijo Luis Rodríguez de Santisteban, ii marqués de Cropani.
La única hija y heredera de Jerónimo Rodríguez de Santisteban y Ruiz, iii marqués, falleció antes que Jerónimo, pero logró tener descendencia, de modo que el título pasó a su nieto Diego de Veintimiglia, recayendo así el marquesado en esta casa noble. Diego era el primogénito de Leonor, única hija de Jerónimo.
Después de suceder a su abuelo en el feudo como el iv marqués, Diego de Veintimiglia obtuvo de los monarcas Carlos II en 1696 y de Felipe V en 1705 los títulos de Conde de Peñón de la Vega y de Príncipe de Santo Mauro de Nápoles respectivamente. Pero falleció en 1706 sin descendencia y sin haberse desposado.
Lo sucedió en todos sus títulos su hermana Paula de Veintimiglia, debido a que sus dos hermanos varones ya habían fallecido para entonces también sin descendencia.
Paula, v marquesa, ostentó la titularidad del feudo desde 1706 hasta 1721. En su testamento dejó el principado de Santo Mauro de Nápoles para Leonor Petronila de Lucena, única hija nacida de su primer matrimonio, mientras que el marquesado de Cropani y el condado de Peñón de la Vega lo dejó para Antonio del Castillo, que era el mayor de los hijos de su segundo matrimonio y que había heredado de su padre el marquesado de Villadarias en 1716.
El marquesado de Cropani continuó junto a estos títulos, en manos de Antonio, vi marqués. Antonio, que se había desposado con su secretaria María Muñoz de Lorca, no tuvo descendencia. Cuando murió en 1740, los derechos sucesorios como hermano inmediato eran del Obispo de Barcelona y posterior Obispo de Jaén, Francisco del Castillo y Veintimiglia, pero rechazó los títulos, cediéndole sus derechos a sus hermanos Jerónimo y Juan Bautista.
Jerónimo del Castillo quedó con el marquesado de Cropani como vii poseedor y con el condado de Peñón de la Vega, mientras que Juan Bautista había quedado con el marquesado de Villadarias.
Apenas un año después falleció Jerónimo, pasando sus títulos a su hermano el marqués de Villadarias Juan Bautista, viii marqués de Cropani, quedando unificados los tres feudos al que sumaría el principado de Santo Mauro de Nápoles a partir de 1747.
El hijo de Juan Bautista y heredero de todos los títulos y desde 1762 Conde de Peñón de la Vega y de Moriana del Río por cesión de sus padres era Juan María del Castillo, pero falleció antes que su padre, en 1765 y el hijo de éste y nieto de Juan Bautista falleció también antes que Juan Bautista, en 1770, por lo que todos los títulos familiares quedaban para Francisco del Castillo y Horcasitas, segundo hijo del marqués.
Francisco, ix marqués de Cropani, solo tuvo un hijo, Francisco del Castillo y Fernández de Córdoba, pero murió sin descendencia también antes que su padre solo habiendo podido heredar los condados de Moriana del Río y de Peñón de la Vega al igual que en la anterior sucesión.
Tras quedar sin heredero siendo además el último varón de la Casa de Castillo, Francisco dejó sus títulos a sus parientes más cercanos. El marquesado de Cropani junto al condado de Peñón de la Vega se lo dejó en herencia a Melchor María de Avellaneda y Ceballos, hijo de su primo hermano Lope Gregorio de Avellaneda y Lucena. Mientras que el principado de Santo Mauro de Nápoles, el marquesado de Villadarias y el condado de Moriana del Río quedaban para su primo hermano Francisco Javier de Santisteban y Horcasitas.
Melchor, x marqués, heredó en 1765 de su prima hermana María de las Mercedes de Avellaneda y del Castillo los marquesados de Valdecañas y de Torremayor, que recaían sobre él debido a que la descendencia de María de las Mercedes no alcanzó la edad adulta y quedó sin sucesión.
A Melchor lo sucedió en 1801 su hija Valentina de Avellaneda y Fernández de Velasco, ya que sus dos hijos varones fallecieron en la infancia.
Valentina, xi marquesa, casó con Agustín de Ruiz-Soldado y Ayerbe de Aragón, que introdujo su linaje en el marquesado de Cropani. El descendiente de ambos, Pedro de Ruiz-Soldado y Avellaneda, sería el siguiente marqués y el xii portador.
Pedro fue sucedido por su hijo José de Ruiz-Soldado y Gómez de Molina, que falleció sin descendencia habiendo sido el xiii marqués de Cropani y demás títulos.
Sus posesiones saltaron a Matilde de Ruiz-Soldado y Álvarez, sobrina de José y nieta de Pedro.
Matilde ostentó el título como la xiv portadora. Tuvo cinco hijos entre ellos tres varones, Mateo, Agustín y José.
Como primogénito, Mateo era el teórico heredero pero Matilde de Ruiz-Soldado dejó en testamento los títulos repartidos.
El marquesado de Cropani había quedado para Agustín Cabeza de Vaca. El condado de Peñón de la Vega quedó para José Cabeza de Vaca y los marquesados de Valdecañas y de Torremayor quedaron para el mayor de los varones, Mateo Cabeza de Vaca, quien también heredó el marquesado de Fuente Santa perteneciente a su padre, Rodrigo Cabeza de Vaca y Brito.
A partir de entonces, el marquesado de Cropani quedó separado para siempre del condado de Peñón de la Vega, después de más de 200 años de unión.
Agustín Cabeza de Vaca y Ruiz-Soldado, xv marqués, perdió a su heredero, un varón llamado Rodrigo, que murió en 1941 a los 21 años. Agustín casó en segundas nupcias, pero no tuvo más descendencia. Su hija Josefina, nacida de su primer matrimonio, le sucedió en el título.
Josefina Cabeza de Vaca y Valls, xvi marquesa, ostentó el título desde 1948 hasta su fallecimiento en 2017. Le sucedió su hijo.
Desde 2018, Agustín Blanco y Cabeza de Vaca ostenta el título como xvii marqués.

## Listado de los marqueses de Crópani
|                        | Titular                                          | Periodo                |
| Creación por Felipe IV | Creación por Felipe IV                           | Creación por Felipe IV |
| ---------------------- | ------------------------------------------------ | ---------------------- |
| i                      | Pedro Rodríguez de Santisteban y Dávalos         | 1622-¿?                |
| ii                     | Luis Rodríguez de Santisteban y Cepeda           | ¿?-¿?                  |
| iii                    | Jerónimo Rodríguez de Santisteban y Ruiz         | ¿?-¿?                  |
| iv                     | Diego de Veintimiglia y Rodríguez de Santisteban | ¿?-1706                |
| v                      | Paula de Veintimiglia y Rodríguez de Santisteban | 1706-1721              |
| vi                     | Antonio del Castillo y Veintimiglia              | 1721-1740              |
| vii                    | Jerónimo del Castillo y Veintimiglia             | 1740-1741              |
| viii                   | Juan Bautista del Castillo y Veintimiglia        | 1741-1773              |
| ix                     | Francisco del Castillo y Horcasitas              | 1773-1798              |
| x                      | Melchor María de Avellaneda y Ceballos           | 1798-1801              |
| xi                     | Valentina de Avellaneda y Fernández de Velasco   | 1801-1822              |
| xii                    | Pedro de Ruiz-Soldado y Avellaneda               | 1822-1865              |
| xiii                   | José de Ruiz-Soldado y Gómez de Molina           | 1865-1871              |
| xiv                    | Matilde de Ruiz-Soldado y Álvarez                | 1871-1919              |
| xv                     | Agustín Cabeza de Vaca y Ruiz-Soldado            | 1919-1948              |
| xvi                    | Josefina Cabeza de Vaca y Valls                  | 1948-2017              |
| xvii                   | Agustín Blanco y Cabeza de Vaca                  | 2018-actual titular    |

## Heráldica de la Casa de Rodríguez de Santisteban
La descripción heráldica del blasón de la Casa de Rodríguez de Santisteban es la siguiente:
Escudo partido: 1 en campo de oro, cinco palos de gules y bordura de azur cargada de ocho crucetes paté de plata. Y 2: cuartelado con 1 y 4 en campo de azur un menguante de plata y con 2 y 3 en campo de oro una cruz floreteada de gules.
al timbre corona de marqués de oro, enriquecida de piedras preciosas, realzada de cuatro florones, tres a la vista, con doce perlas puestas entre éstos de tres en tres, dos a la vista.